# Svensk Kyrkobibel
Svensk Kyrkobibel är en svensk översättning av Nya Testamentet, utförd av Per Jonsson och utgiven 1997 på förlaget Reformatio. Svensk Kyrkobibel har tydliga likheter med Karl XII:s Bibel och ett ålderdomligare språk än andra översättningar gjorda i slutet av 1900-talet. Andra enmansöversättningar av Nya Testamentet under 1900-talet såsom David Hedegårds översättning och Bo Giertz översättning torde ha vida större spridning.